# Hernán Rengifo
Hernán Rengifo Trigoso, né le 18 avril 1983 à Chachapoyas, est un footballeur péruvien. Surnommé El Charapa, il évolue comme attaquant à l'ADT de Tarma.

## Carrière

### En club
Après six saisons passées au Pérou, dont trois à l'Universidad San Martin de Porres avec lequel il remporte le championnat en 2007, Hernán Rengifo rejoint l'Europe la même année et signe au Lech Poznań en Pologne. Dès son arrivée au club, il s'impose à la tête de l'attaque de l'équipe avec Marcin Zając, disputant 28 des 30 matches en championnat, finissant meilleur buteur du club avec 12 réalisations. En 2008, il reste sur les bases de la saison passée, avec six buts en 15 rencontres. En janvier 2010, il quitte la Pologne pour Chypre et l'Omonia Nicosie.

### En équipe nationale
Le 17 août 2005, il dispute son premier match avec le Pérou, contre le Chili en match amical à Tacna. À la 84e minute de jeu, il remplace Paolo Guerrero (victoire finale trois buts à un). Avec les bons résultats de Poznań en championnat et en Coupe d'Europe, il dispute tous les matches de son équipe comptant pour les éliminatoires de la Coupe du monde 2010 durant l'année 2008.

#### Buts en sélection
| Buts en sélection de Hernán Rengifo | Buts en sélection de Hernán Rengifo | Buts en sélection de Hernán Rengifo                        | Buts en sélection de Hernán Rengifo | Buts en sélection de Hernán Rengifo | Buts en sélection de Hernán Rengifo | Buts en sélection de Hernán Rengifo |
|                                     | Date                                | Lieu                                                       | Adversaire                          | Score                               | Résultat                            | Compétition                         |
| ----------------------------------- | ----------------------------------- | ---------------------------------------------------------- | ----------------------------------- | ----------------------------------- | ----------------------------------- | ----------------------------------- |
| 1.                                  | 26 mars 2008                        | Estadio Max Augustín, Iquitos (Pérou)                      | Costa Rica                          | 1-0                                 | 3-1                                 | A                                   |
| 2.                                  | 31 mai 2008                         | Estadio Nuevo Colombino, Huelva (Espagne)                  | Espagne                             | 1-1                                 | 2-1                                 | A                                   |
| 3.                                  | 5 septembre 2009                    | Estadio Monumental, Lima (Pérou)                           | Uruguay                             | 1-0                                 | 1-0                                 | QCM 2010                            |
| 4.                                  | 10 octobre 2009                     | Estadio Antonio Vespucio Liberti, Buenos Aires (Argentine) | Argentine                           | 1-1                                 | 2-1                                 | QCM 2010                            |
| 5.                                  | 18 novembre 2009                    | Sun Life Stadium, Miami Gardens (États-Unis)               | Honduras                            | 2-1                                 | 2-1                                 | A                                   |
| 6.                                  | 8 octobre 2010                      | Estadio Alejandro Villanueva, Lima (Pérou)                 | Costa Rica                          | 2-0                                 | 2-0                                 | A                                   |

## Palmarès

### Au Pérou
| Univ. San Martín de Porres - Championnat du Pérou (1) : - Champion : 2007. |  | Sporting Cristal - Championnat du Pérou (1) : - Champion : 2012. |

### En Pologne
Lech Poznań
| - Championnat de Pologne (1) : - Champion : 2009-10. |  | - Coupe de Pologne (1) : - Vainqueur : 2009. |  | - Supercoupe de Pologne (1) : - Vainqueur : 2009. |

### En Chypre
Omonia Nicosie
| - Championnat de Chypre (1) : - Champion : 2009-10. |  | - Coupe de Chypre (1) : - Vainqueur : 2011. |  | - Supercoupe de Chypre (1) : - Vainqueur : 2010. |